# Nautical Antiques
Nautical Antiques (2006) es "una colección de rarezas y lados-B de los primeros años de la carrera de Pinback. 'Nautical Antiques' es una exploración por las armonías exuberantes, trabajos etéreos de guitarra e inventiva pop que popularizó a la banda" (Amazon.com).

## Listado de canciones
1. "Messenger" - 3:56
2. "Versailles" - 3:32
3. "Anti-Hu" - 4:29
4. "Byzantine" - 3:42
5. "Water Run" - 4:08
6. "Avignon" - 3:05
7. "Seville (demo)" - 2:48
8. "Concrete Seconds (demo)" - 3:59
9. "Clemenceau" - 5:00
10. "Avignon (versión con la banda completa)" - 2:51
11. "Messenger (versión con la banda completa)" - 2:46

## Nombre del álbum
El álbum probablemente toma su nombre de Maidhof Bros. Shipware Merchants, una tienda de salvamento marítimo ubicada en Mission Hills, San Diego (cerca del lugar favorito de Pinback, el Casbah). El símbolo de la tienda, "Nautical Antiques", es visible desde la Autopista Interestatal 5 de California.